# UCI Africa Tour 2024
UCI Africa Tour 2024 – 20. edycja cyklu wyścigów kolarskich UCI Africa Tour.
W kalendarzu 20. edycji cyklu Africa Tour znalazło się 5 wyścigów rozgrywanych między 27 października 2023 a 9 czerwca 2024.

## Kalendarz
Opracowano na podstawie:
| UCI Africa Tour 2024               | UCI Africa Tour 2024 | UCI Africa Tour 2024  | UCI Africa Tour 2024 | UCI Africa Tour 2024                                  | UCI Africa Tour 2024                                | UCI Africa Tour 2024                                        | UCI Africa Tour 2024 |
| Data                               | Państwo              | Wyścig                | Kat.                 | Zwycięzca                                             | Drugie miejsce                                      | Trzecie miejsce                                             |                      |
| ---------------------------------- | -------------------- | --------------------- | -------------------- | ----------------------------------------------------- | --------------------------------------------------- | ----------------------------------------------------------- | -------------------- |
| 27 października – 5 listopada 2023 | Burkina Faso         | Tour du Faso          | 2.2                  | Paul Daumont (Burkina Faso)                           | Rutger Wouters (Team Flanders)                      | Achraf Ed Doghmy (Maroko)                                   |                      |
| 18 – 25 lutego 2024                | Rwanda               | Tour du Rwanda        | 2.1                  | Joseph Blackmore (Israel-Premier Tech)                | Ilkhan Dostiyev (Astana Qazaqstan Development Team) | Jhonatan Restrepo (Team Polti Kometa)                       |                      |
| 30 kwietnia – 4 maja 2024          | Benin                | Tour du Bénin         | 2.2                  | Achraf Ed Doghmy                                      | Azzedine Lagab (Madar Pro Cycling Team)             | Yoel Habteab (Bike Aid)                                     |                      |
| 11 maj                             | Algieria             | GP de la Ville d'Oran | 1.2                  | Nassim Saidi (Madar Pro Cycling Team)                 | Aiman Cahyadi (Terengganu Cycling Team)             | Tillman Sarnowski                                           |                      |
| 12 – 21 maja 2024                  | Algieria             | Tour d’Algérie        | 2.2                  | Nassim Saidi (Madar Pro Cycling Team)                 | Lars Quaedvlieg (Universe Cycling Team)             | Christopher Lagane                                          |                      |
| 31 maja – 9 czerwca 2024           | Maroko               | Tour du Maroc         | 2.2                  | Axel Narbonne-Zuccarelli (Nice Métropole Côte d'Azur) | Jonathan Couanon (Nice Métropole Côte d'Azur)       | Natnael Berhane (Istanbul Büyükșehir Belediye Spor Türkiye) |                      |
| 12 – 14 czerwca 2024               | Mauritius            | Tour de Maurice       | 2.2                  | Piotr Brożyna (Felt Felbermayr)                       | Alexandre Mayer (Saint Piran)                       | Andreas Miltiadis (Terengganu Cycling Team)                 |                      |